# تيري كوان
تيري كوان (بالصينية: 關穎) هي ممثلة تايوانية، ولدت في 2 يوليو 1976 بطوكيو في اليابان.

## وصلات خارجية
- تيري كوان على موقع IMDb (الإنجليزية)
- تيري كوان على موقع ألو سيني (الفرنسية)
- تيري كوان على موقع ميوزك برينز (الإنجليزية)
- تيري كوان على موقع أول موفي (الإنجليزية)
- تيري كوان على موقع قاعدة بيانات الفيلم (الإنجليزية)
- تيري كوان على موقع كينوبويسك (الروسية)